# William Guarnere
William J. Guarnere (Filadelfia, 28 de abril de 1923 - ibídem, 8 de marzo de 2014) fue un veterano de la Segunda Guerra Mundial, que sirvió en la Compañía Easy, 2.º Batallón, 506.º Regimiento de Infantería de Paracaidistas, 101.ª División Aerotransportada. Ha sido más ampliamente reconocido por la serie de televisión Band of Brothers de la HBO.

## Biografía
William Wild Bill Guarnere nació el 28 de abril de 1923. El menor de diez hermanos, creció en las calles del sur de Filadelfia, hijo de Joseph "Joe" y Augusta Guarnere, de origen italiano. A la edad de 15 años, su madre le ayudó a alistarse en el ejército mintiendo acerca de su edad (dijo que tenía 17), así que Bill pasó tres veranos en el Fuerte Meade.

## Antes de la guerra
Bill realizó rápidamente los cursos para completar los cuatro años de entrenamiento en el CMTC (Combat Maneuver Training Center). Ante esto su carrera como oficial estaba asegurada, sin embargo se vio truncada al interrumpirse sus estudios en el tercer año porque el ejército descontinuó el programa en 1939 ante la cercanía de la guerra.
Después del bombardeo a Pearl Harbor el 7 de diciembre de 1941, Bill dejó la escuela en el último año, a solo seis meses de su graduación. Consiguió un trabajo en Baldwin Locomotive Works en Eddystone, PA, haciendo tanques para el ejército. Su madre estaba enojada porque Bill había dejado la escuela, sobre todo faltando tan poco tiempo para su graduación. Ella insistió en que terminara el último año, hasta que finalmente prometió que lo haría. Trabajó en turnos por la noche por seis meses (de la media noche hasta las 8 de la mañana) y de ahí iba a la escuela. Finalmente se graduó en junio de 1941. Bill siempre agradeció a su madre el que lo obligara a terminar los estudios.

## Ejército
En julio de 1942, Bill se alistó en la división de paracaidistas del ejército de los Estados Unidos y fue enviado a Camp Toccoa. Ahí fue asignado a la compañía "E", del 506.º Regimiento de paracaidistas, el cual era parte de la 101.ª División Aerotransportada. Bill y sus camaradas entrenaron muy duro, corriendo hacia la montaña Currahee repetidamente durante seis meses. Parte de este entrenamiento se puede observar en el primer capítulo de la miniserie Band of Brothers: Currahee.
En diciembre de 1942 cada hombre realizó su quinto salto, calificándose para recibir las codiciadas alas. Bill y sus compañeros fueron declarados oficialmente paracaidistas.
Bill perdió la pierna en la batalla de Foy, en Bélgica, a causa del fuego de un cañón de 88 mm de artillería alemana. Mientras llevaba a cuestas a su amigo Joe Toye, que había perdido la pierna derecha en un ataque anterior, sufrieron otro ataque de artillería, en el cual él también perdió la pierna derecha. Este hecho se relata en el capítulo 7 "The Breaking Point (El punto límite / Punto de quiebre)" de la serie Band of Brothers. Por este hecho recibió su baja definitiva del ejército y regresó a casa.

## Después de la guerra
Bill vivió en el sur de Filadelfia, donde se casó con su esposa Frannie y criaron dos hijos, Gene y Bill Jr. Bill conoció a su esposa en esa ciudad cuando ella tenía 13 años y Bill 16. Frannie murió el 9 de enero de 1997.
Bill mantuvo una vida activa en los medios, como locutor y ponente en programas de radio. Así mismo visitaba las escuelas para hablar a los jóvenes acerca de los alcances de la llamada "Gran Generación". Viajó constantemente a Europa y por todos los Estados Unidos. Se reunía cada año con los miembros supervivientes de la Compañía "E" y presumía de no haber faltado a ninguna de las reuniones.
Fue honrado por presidentes, senadores, gobernadores y por muchas asociaciones locales. Incluso recibió un tributo especial por parte del actor Tom Hanks, por el American Film Institute y por el director Steven Spielberg.
Falleció en Filadelfia el 8 de marzo de 2014 a los 90 años de edad.

## Band of Brothers
Bill fue interpretado en la miniserie "Band of Brothers" por el actor Frank John Hughes.